# اوکمان
اوکمان (انگلیسی: Ukman) یک شهرک در شهرستان بلاگووشچنسکی باشقیرستان کشور روسیه است.